# NGC 1813
NGC 1813 is een open sterrenhoop in het sterrenbeeld Tafelberg. Het hemelobject werd op 16 december 1835 ontdekt door de Britse astronoom John Herschel.

## Synoniemen
- ESO 56-SC50